# Сайкс, Нейтан
Нейтан Джеймс Сайкс (англ. Nathan James Sykes, родился 18 апреля 1993 года в Глостере, Великобритания) — британский певец.

## Карьера
Начал петь и выступать в возрасте 6 лет. Внесён в книгу рекордов Гиннеса как певец-подросток с самым мощным в мире голосом. Был участником британо-ирландского бойз-бенда «The Wanted». Группа образовалась когда ему было 16 лет. 18 апреля 2013, на своё 20-летие Сайкс перенес операцию на голосовые связки. Первый его выход после операции, был в июне 2013 на Летнем Балу Capital FM. Для 80000 поклонников появление Сайкса было настоящим сюрпризом, неожиданно появившись посреди сцены, он исполнил своё соло в «I Found You». После начал сольную карьеру.

## Личная жизнь
В сентябре 2013 подтвердил свои отношения с Арианой Гранде. Их роман длился недолго, в конце ноября пара рассталась.

## Другие сведения
В августе 2013 записал вместе с Арианой Гранде саундтрек для фильма Орудия смерти: Город костей. Является другом известных групп Lawson, Эд Ширан, Джастин Тимберлейк, Рита Ора, Джастин Бибер (с которым они в 2011 вместе ездили в тур), One Direction и другие. Он весит 69 кг. Его любимая футбольная команда — Manchester United. Ходил в начальную школу (Barnwood C of E Primary School), потом Нэйт получил стипендию для обучения в Sylvia Young Theatre School in London, и закончил учиться в Ribston Hall High School. Победил в таких конкурсах как «Britney Spears’s Karaoke Kriminals» в 2003, The Cheltenham Competitive Festival of Dramatic Art также в 2003. Начал петь и выступать с 6 лет. Любит покушать, очень.